# Trevor Pinnock
Trevor David Pinnock CBE (16 de dezembro, de 1946) é um maestro, cravista, organista e pianista inglês, fundador em 1972 do The English Concert orquestra barroca, a qual dirigiu durante 30 anos.
Estudou no Royal College of Music e debutou em 1966 com a orquestra Gallard no Royal Festival Hall.
Entre 1991 e 1996 foi director artístico da National Symphony Orchestra do Canadá.
Em 1992 foi nomeado Cavaleiro da Ordem do Império Britânico.